# L'Homme aux orchidées
L’Homme aux orchidées —  Some Buried Caesar  dans l'édition originale américaine — est un roman policier américain de Rex Stout, publié en 1939. C’est le sixième roman de la série policière ayant pour héros Nero Wolfe et son assistant Archie Goodwin.

## Historique
Le roman est d’abord publié en version abrégée sous le titre The Red Bull dans le mensuel The American Magazine de décembre 1938. Il paraît en volume, sous son titre actuel et dans sa version intégrale, en février 1939 chez Farrar & Rinehart.

## Personnages
- Nero Wolfe : détective privé
- Archie Goodwin : assistant de Nero Wolfe, et narrateur du récit
- Thomas Pratt : fondateur d'un chaîne de restauration rapide
- Monte McMillan : vendeur du taureau Ceasar
- Frederick Osgood : voisin de Thomas Pratt
- Clyde et Nancy Osgood : fils et fille de Frederick Osgood
- Jimmy et Carolyn Pratt : neveu et nièce de Thomas Pratt
- Lily Rowan : connaissance de Clyde Osgood
- Howard Bronson : relation de Clyde Osgood

## Résumé
Alors que Nero Wolfe et Archie Goodie sont en route pour participer à une exposition florale d’orchidées dans la campagne immédiate de New York, ils ont un accident et leur voiture percute un arbre. Bien qu’indemnes, ils cherchent à téléphoner en allant frapper à la porte d’une maison sise de l’autre côté d’un large pâturage. Une mauvaise idée, car chargés et poursuivis par un gros taureau, ils s’en tirent de justesse, grâce à l’intervention de Caroline Pratt, qui vit non loin de là . Thomas Pratt, l’oncle de Caroline, est le propriétaire de la demeure « gardée » par le taureau et le richissime fondateur d’une chaîne de restauration rapide.
Nero Wolfe et Archie Goodwin font bientôt la connaissance de toute la famille Pratt. À leur grande satisfaction, ils apprennent que le gros taureau, surnommé Hickory Caesar Grindon, doit bientôt terminer sa vie sur le gril. Auparavant, l’animal a servi pour une campagne de publicité des restaurants de l’oncle Thomas qui l’a acheté pour une somme rondelette à un certain Monte McMillan, dont les déboires financiers récents sont de notoriété publique.
Les deux enquêteurs s’aperçoivent vite que tout cet argent lancé par les fenêtres suscite tensions, envies et jalousies entre les invités et les différents membres de la famille. Aussi n’est-ce pas étonnant que, pendant le séjour chez les Pratt, Archie découvre le cadavre du jeune Clyde Osgood, le fils du voisin. Avec ses dons exceptionnels, Nero Wolfe parvient à mener l’enquête pour démasquer le meurtrier et à remporter plusieurs prix pour ses orchidées à l’exposition florale.

## Éditions
Édition originale en anglais
- (en) Rex Stout, Some Buried Caesar, New York, Farrar & Rinehart, 1939

Éditions françaises
- (fr) Rex Stout (auteur) et Edmond Michel-Tyl (traducteur), L’Homme aux orchidées [«  Some Buried Caesar  »], Paris, Fayard, coll. « L’Homme aux orchidées no 6 », 1949, 221 p. (BNF 32449201)
- (fr) Rex Stout (auteur) et Edmond Michel-Tyl (traducteur) (trad. de l'anglais), L’Homme aux orchidées [«  Some Buried Caesar  »], Paris, Librairie des Champs-Élysées, coll. « Le Club des Masques no 150 », 1982, 249 p. (ISBN 2-7024-1327-7, BNF 34731550)
- (fr) Rex Stout (auteur) et Pascal Aubin (traducteur) (trad. de l'anglais), L’Homme aux orchidées [« Some Buried Caesar  »], Paris, Librairie des Champs-Élysées, coll. « Le Masque no 2469 », 2002, 317 p. (ISBN 2-7024-3089-9, BNF 38840916)
  - Cette édition propose la première traduction française intégrale du roman.

## Adaptations à la télévision
- 1969 : Per la fama di Cesare, saison 1, épisode 3 de la série télévisée italienne Nero Wolfe, réalisé par Giuliana Berlinguer, d’après le roman L’Homme aux orchidées, avec Tino Buazzelli dans le rôle de Nero Wolfe, et Paolo Ferrari dans celui d’Archie Goodwin.

## Sources
- André-François Ruaud, Les Nombreuses Vies de Nero Wolfe - Un privé à New York, Lyon, Les moutons électriques, coll. Bibliothèque rouge, 2008  (ISBN 978-2-915793-51-2)
- J. Kenneth Van Dover, At Wolfe's Door: The Nero Wolfe Novels of Rex Stout, 2e édition, Milford Series, Borgo Press, 2003  (ISBN 0-918736-51-X).